# Fiesta Sudamericana de la Juventud de 2018
A Fiesta Sudamericana de la Juventud de 2018 foi a primeira edição deste torneio organizado pela Confederação Sul-Americana de Futebol (CONMEBOL) que faz parte do programa "Evolución", visando fomentar a prática do esporte feminino na América do Sul.
Em princípio, a competição seria disputada no mês de fevereiro, a programação inicial havia sido confirmada pela CONMEBOL juntamente com a cidade sede, Assunção. No entanto, o torneio foi reprogramado para março devido ao surto de febre amarela.
Internacional, a seleção do departamento de Santander e o São Paulo foram, respectivamente, os vencedores das categorias masculina sub-13, feminina sub-14 e feminina sub-16. A repercussão da conquista do clube paulistano obteve uma grande repercussão na mídia brasileira, que equivaleu o torneio a Libertadores Feminina Sub-16. O Esporte Interativo destacou em seu website que o São Paulo se tornou o primeiro clube a conquistar o torneio sul-americano em três categorias distintas, reflexo da soma com as conquistas profissionais e sub-20.

## Formato dos torneios
Os três torneios possuíram o mesmo formato. Na primeira fase, as dez equipes foram divididas em dois grupos com cinco cada; após os confrontos dentro do grupo, as duas melhores colocadas se classificam. A partir das semifinais, os jogos tornam-se eliminatórias até a decisão.

## Participantes
Para determinar as equipes participantes, a Confederação Sul-Americana de Futebol (CONMEBOL) realizou torneios nacionais denominados Liga de desarrollo (Liga de Desenvolvimento). Esses certames possuíram três categorias (masculina sub-13, feminino sub-14 e sub-16) e foram disputados nos 10 países afiliados da confederação sul-americana. Em alguns países, tal como a Argentina, o torneio foi dividido em duas fases: regionais e nacional, esta última considerada a fase final.
Disputado em outubro de 2017, o Torneio de Desenvolvimento de Futebol da CBF/CONMEBOL de 2017 definiu os primeiros participantes da edição de estreia da Fiesta Sudamericana de la Juventud. Na categoria masculina sub-13, o Internacional venceu o Palmeiras pelo placar mínimo e conquistou o título; a equipe paulista Tiger Academia, por sua vez, conquistou o título da categoria feminina sub-14, enquanto o São Paulo venceu a Chapecoense na decisão do feminino sub-16.
Em dezembro de 2017, a Argentina definiu seus participantes: Atlético Platense e Gauchitos Pilarica foram as campeãs das categorias sub-14 e sub-16, respectivamente, enquanto o Vélez Sarsfield conquistou a categoria masculina sub-13. Os representantes bolivianos também foram definidos, Santa Cruz (sub-16), Tahuichi (sub-14), e Florida (sub-13). No Chile, os garotos sub-13 da Universidad de Chile derrotaram o Colo-Colo na decisão, enquanto o colégio da região de Maule conquistou as categorias femininas.
Os demais representantes das categorias sub-13, sub-14 e sub-16 foram respectivamente: Antioquia, Santander e Formas Íntimas (Colômbia); Emelec, Espuce e Carneras UPS (Equador); Sol de América, Guaraní Fortuna e Génesis (Paraguai); Alianza Lima, La Perla e Del Agustino (Peru); Liga Sanducera, Club Náutico e Palmirense (Uruguai); e Alcasa, Puerto Cabellos e Juan Arango (Venezuela).

## Masculino: Sub-13

### Primeira fase

#### Grupo A
|  | Zona de classificação para a próxima fase |

#### Grupo B
|  | Zona de classificação para a próxima fase |

### Fase final
|  | Semifinais                  | Semifinais                  |       |                             | Final                       | Final |  |
|  |                             |                             |       |                             |                             |       |  |
|  | 4 de abril, Comité Olímpico |                             |       |                             |                             |       |  |
|  | Antioquia                   | 12                          |       |                             |                             |       |  |
|  | Liga Sanducera              | 0                           |       |                             |                             |       |  |
|  |                             |                             |       |                             |                             |       |  |
|  |                             |                             |       |                             | 5 de abril, Comité Olímpico |       |  |
|  |                             |                             |       |                             | Antioquia                   | 4 (1) |  |
|  |                             | Internacional (pen)         | 4 (4) |                             |                             |       |  |
|  |                             |                             |       |                             |                             |       |  |
|  |                             |                             |       |                             |                             |       |  |
|  |                             |                             |       |                             | Terceiro lugar              |       |  |
|  | 4 de abril, Comité Olímpico | 4 de abril, Comité Olímpico |       | 5 de abril, Comité Olímpico | 5 de abril, Comité Olímpico |       |  |
|  | Vélez Sarsfield             | 1                           |       | Liga Sanducera              | 1                           |       |  |
|  | Internacional               | 2                           |       |                             | Vélez Sarsfield             | 2     |  |

### Premiação
| Masculino: Sub-13                  |
| Brasil                             |
| ---------------------------------- |
| Internacional Campeão (1.º título) |

## Feminino: Sub-14

### Primeira fase

#### Grupo A
|  | Zona de classificação para a próxima fase |

#### Grupo B
|  | Zona de classificação para a próxima fase |

### Fase final
|  | Semifinais               | Semifinais               |   |                          | Final                    | Final |  |
|  |                          |                          |   |                          |                          |       |  |
|  | 4 de abril, Parque Guazu |                          |   |                          |                          |       |  |
|  | Santander                | 9                        |   |                          |                          |       |  |
|  | Puerto Cabellos          | 0                        |   |                          |                          |       |  |
|  |                          |                          |   |                          |                          |       |  |
|  |                          |                          |   |                          | 5 de abril, Parque Guazu |       |  |
|  |                          |                          |   |                          | Santander                | 2     |  |
|  |                          | Guaraní Fortuna          | 0 |                          |                          |       |  |
|  |                          |                          |   |                          |                          |       |  |
|  |                          |                          |   |                          |                          |       |  |
|  |                          |                          |   |                          | Terceiro lugar           |       |  |
|  | 4 de abril, Parque Guazu | 4 de abril, Parque Guazu |   | 5 de abril, Parque Guazu | 5 de abril, Parque Guazu |       |  |
|  | Guaraní Fortuna (pen)    | 0 (3)                    |   | Puerto Cabellos          | 1                        |       |  |
|  | Região de Maule          | 0 (1)                    |   |                          | Região de Maule          | 0     |  |

### Premiação
| Feminino: Sub-14               |
| Colômbia                       |
| ------------------------------ |
| Santander Campeão (1.º título) |

## Feminino: Sub-16

### Primeira fase

#### Grupo A
|  | Zona de classificação para a próxima fase |

#### Grupo B
|  | Zona de classificação para a próxima fase |

### Fase final
|  | Semifinais               | Semifinais               |   |                          | Final                    | Final |  |
|  |                          |                          |   |                          |                          |       |  |
|  | 4 de abril, Parque Guazu |                          |   |                          |                          |       |  |
|  | Juan Arango              | 2                        |   |                          |                          |       |  |
|  | Gauchitos Pilarica       | 0                        |   |                          |                          |       |  |
|  |                          |                          |   |                          |                          |       |  |
|  |                          |                          |   |                          | 5 de abril, Parque Guazu |       |  |
|  |                          |                          |   |                          | Juan Arango              | 0     |  |
|  |                          | São Paulo                | 5 |                          |                          |       |  |
|  |                          |                          |   |                          |                          |       |  |
|  |                          |                          |   |                          |                          |       |  |
|  |                          |                          |   |                          | Terceiro lugar           |       |  |
|  | 4 de abril, Parque Guazu | 4 de abril, Parque Guazu |   | 5 de abril, Parque Guazu | 5 de abril, Parque Guazu |       |  |
|  | São Paulo                | 2                        |   | Gauchitos Pilarica       | 0                        |       |  |
|  | Palmirense               | 1                        |   |                          | Palmirense               | 4     |  |

### Premiação
| Feminino: Sub-16               |
| Brasil                         |
| ------------------------------ |
| São Paulo Campeão (1.º título) |